# Velodrom Roudnice nad Labem (Slavín)
Velodrom Roudnice nad Labem na Slavíně (Šibeňáku) je zaniklá cyklistická dráha, která byla zbudovaná jižně od centra města poblíž železniční zastávky Roudnice nad Labem-Hracholusky. 

## Historie
První závody se na staré cyklistické dráze dlouhé 400 metrů konaly 22. září 1889 za účasti sportovců mnoha českých cyklistických klubů. Nedlouho poté musel velodrom ustoupit stavbě vodojemu a klub vybudoval novou dráhu západně od města poblíž hřbitova v místech garáží ČSAD.